# Гирбень
Гирбень, Гирбені (рум. Gârbeni) — село у повіті Ботошані в Румунії. Входить до складу комуни Хавирна.
Село розташоване на відстані 407 км на північ від Бухареста, 37 км на північ від Ботошань, 124 км на північний захід від Ясс.

## Населення
За даними перепису населення 2002 року у селі проживали 445 осіб, усі — румуни. Усі жителі села розмовляють рідною мовою - Румунською.